# Feliks Raczkowski
Feliks Raczkowski herbu Prus I (ur. 1876 w Werdulach, zm. 1959) – polski inżynier górnictwa, geolog, publicysta, działacz społeczny i polityczny, poseł do IV Dumy Imperium Rosyjskiego, na Sejm Litwy Środkowej oraz na Sejm I kadencji w II RP z ramienia Związku Ludowo-Narodowego.

## Życiorys
Był synem powstańca styczniowego Feliksa Maksymiliana i Zofii Antoniny Martyny z Górskich. Ukończył Akademię Górniczą we Freibergu i geologię w Wiedniu.
Pracował w zawodzie w Zagłębiu Dąbrowskim. Brał udział w wyprawach geologicznych na Kaukaz, Syberię i do Stanów Zjednoczonych. Od ok. 1900 roku był członkiem Ligi Narodowej. W 1902 roku dołączył do Stronnictwa Narodowo-Demokratycznego, z ramienia którego zasiadał w IV Dumie Państwowej. Podczas I wojny światowej organizował polskie formacje wojskowych. Był członkiem Rady Polskiej Zjednoczenia Międzypartyjnego i jej komisji wojskowej.
Publikował artykuły w „Gazecie Warszawskiej”, „Dzienniku Wileńskim”, „Przeglądzie Wszechpolskim” i „Głosie Wileńskim”.
W 1918 roku wyjechał do Paryża w celu nawiązania łączności z Komitetem Narodowym Polskim. W 1919 roku zorganizował Komitet Zjednoczenia Kresów Wschodnich z Całością Rzeczypospolitej. W 1922 roku został posłem do Sejmu Litwy Środkowej, będąc wybranym z listy Polskiego Centralnego Komitetu Wyborczego w okręgu IX (Wilno - miasto). W Sejmie zasiadał w klubie Zespołu Stronnictw i Ugrupowań Narodowych. Po rozwiązaniu Sejmu Litwy Środkowej wszedł na mocy uchwały z dnia 24 marca 1922 roku do Sejmu Ustawodawczego. Zasiadał w komisjach: rolnej i spraw zagranicznych. W 1922 roku uzyskał mandat poselski z listy nr 8 (Chrześcijański Związek Jedności Narodowej) w okręgu nr 62 (Lida). Był członkiem komisji odbudowy kraju.
W 1927 był oboźnym dzielnicy Wileńsko-Nowogrodzkiej Obozu Wielkiej Polski.